# Leichtathletik-Weltmeisterschaften 2017/Teilnehmer (Jordanien)
| Gelbes Symbol für Goldmedaillen mit stilisierten Olympischen Ringen | Graues Symbol für Silbermedaillen mit stilisierten Olympischen Ringen | Braundes Symbol für Bronzemedaillen mit stilisierten Olympischen Ringen |
| ------------------------------------------------------------------- | --------------------------------------------------------------------- | ----------------------------------------------------------------------- |
| —                                                                   | —                                                                     | —                                                                       |

Von Jordanien wurde eine Athletin für die Weltmeisterschaften in London nominiert.

## Ergebnisse

### Frauen

#### Laufdisziplinen
| Athletin       | Disziplin | Vorlauf     | Vorlauf | Halbfinale         | Halbfinale         | Finale             | Finale             |
| Athletin       | Disziplin | Zeit        | Platz   | Zeit               | Platz              | Zeit               | Platz              |
| -------------- | --------- | ----------- | ------- | ------------------ | ------------------ | ------------------ | ------------------ |
| Tamara Armoush | 1500 m    | 4:21,81 min | 41      | nicht qualifiziert | nicht qualifiziert | nicht qualifiziert | nicht qualifiziert |